# Танго Магнолія
«Танго Магнолія» (рос. Танго Магнолия) — одна з найвідоміших пісень Олександра Вертинського - російського поета та співака, кумира російської та світової естради першої половини XX століття. Написана в 1931 році під час гастролей по Бессарабії (в той час — Королівство Румунія). Мелодія пісні написана в ритмі танго.

## Вірші
В «Танго Магнолія» розповідається про жінку, яка сумує за своїм коханим (ліричним героєм цієї пісні) в Сінгапурі, англійській колонії, що знаходиться на півострові Малакка.
```
В бананово-лимонному Сингапурі, в бурі, 
Зап'ястями та кільцями дзвонячи, 
Магнолія тропічної лазурі, 
Ви кохаєте мене.
В бананово-лимонному Сингапурі, в бурі, 
Зап'ястями та кільцями дзвонячи, 
Магнолія тропічної лазурі, 
Ви кохаєте мене.
```

(Уривок з пісні)
Назва пісні взята з назви рослини роду магнолієвих, яка широко розповсюджена в південних широтах. В російській культурі вона стала символом тропічних країн. Вертинський, на момент написання пісні ніколи не бував у Сінгапурі, однак вибрав для назви танго саме образ магнолії, яка мала великі яскраві квіти та красиву листяну крону.

## Історія написання та записи
Пісня вперше була записана на грамплатівку в 1932 році англійською звукозаписною компанією «Колумбія» (англ. Columbia). Наступний запис відбувся тільки через рік у Варшаві, на студії звукозапису фірми Сирена Електро (Syrena Electro). Згодом «Колумбія» перевидала свій запис в США. Окрім видання пісні компанією «Колумбія» в США пісня видавалась і компанією «Kismet» на багато пісенних збірниках Вертинського.
В Росії пісня видана у збірниках: «Легенда століття» (1999), «Vertinski» (Чужие города (Укр: Чужі міста)) (2000), «То, что я должен сказать» (Укр: Те, що я повинен сказати) (1994).

## Доля пісні
Фактично «Танго Магнолія» стала візитною карточкою її автора. У своїх спогадах Вертинський наводить в доказ про це наступне: в Парижі один незнайомий англійський пан попросив його виконати свою улюблену пісню, назву якої він не згадав. По наспіваній паном мелодії Вертинський впізнав своє "Танго", та виконав його, чим англієць залишився дуже задоволений. Тільки на наступний день Олександр Миколаєвич зрозумів, що цим незнайомцем був сам принц Уельський.
Ставша популярною у виконанні автора пісня неодноразово переспівувалась й іншими співаками.
В новітній час власну версію пісні «Танго» записав Філіп Кіркоров (для новорічної програми на НТВ), Олег Меньшиков спільно з групою «7Б» та Олегом Погудіном.
Оригінальний запис «Танго Магнолія» звучить також у фільмі Олексія Балабанова «Морфій» (2008), попри те, що події картини відбуваються в 1917-1918 роках, за 14 років до написання пісні.

## Текст
"Танго Магнолія"
В бананово-лимонном Сингапуре, в бури,
Когда поет и плачет океан
И гонит в ослепительной лазури Птиц дальний караван... 
В бананово-лимонном Сингапуре, в бури, 
Когда у Вас на сердце тишина,
Вы, брови темно-синие нахмурив, Тоскуете одна.
И нежно вспоминая Иное небо мая, 
Слова мои, и ласки, и меня,
Вы плачете, Иветта, Что наша песня спета, 
А сердце не согрето Без любви огня.
И, сладко замирая От криков попугая, 
Как дикая магнолия в цвету,
Вы плачете, Иветта, Что песня не допета, 
Что лето - где-то — Унеслось в мечту! 
В опаловом и лунном Сингапуре, в бури, 
Когда под ветром ломится банан,
Вы грезите всю ночь на желтой шкуре Под вопли обезьян.
В бананово-лимонном Сингапуре, в бури, 
Запястьями и кольцами звеня,
Магнолия тропической лазури, Вы любите меня.

### Приблизний переклад українською
В бананово-лимонному Сингапурі, в бурі,
Коли співає й плаче океан
І гонить і в сліпучій лазурі 
Птахів у дальній караван...
В бананово-лимонному Сингапурі, в бурі,
Коли у Вас на серці тиша, 
Ви, брови темно-сині нахмуривши, сумуєте одні.
І ніжно згадуючи інше небо травня,
Слова мої, і ласки, і мене, 
Ви, плачете, Іветто, що наша пісня закінчена, 
А серце не зігріється без вогню кохання.
І, солодко замираючи від криків папуги, 
Як дика магнолія у цвіту,
Ви, плачете, Іветто, що пісня не доспівана, що літо десь пішло у мрію! 
В опаловому й місячному Сінгапурі,
в бурі, коли під вітром ломиться банан, 
Ви, мрієте всю ніч на жовтій шкурі 
Під крики мавп.
В бананово-лимонному Сінгапурі, в бурі, 
Зап'ястями й кільцями дзвонячи,
Магнолія тропічної лазурі,
Ви - кохаєте мене.